# Neujahrskonzert der Wiener Philharmoniker 2013
Das Neujahrskonzert der Wiener Philharmoniker 2013 war das 73. Neujahrskonzert der Wiener Philharmoniker und fand am 1. Jänner 2013 im Wiener Musikverein statt. Dirigiert wurde es zum zweiten Mal von Franz Welser-Möst, welcher das Konzert zuvor 2011 geleitet hatte.

## Besonderheiten
In diesem Jahr standen elf Kompositionen auf dem Programm, die nie zuvor im Neujahrskonzert gespielt wurden, darunter Werke von Richard Wagner und Giuseppe Verdi, deren 200. Geburtstage stattfanden. Der Blumenschmuck für das Neujahrskonzert war auch 2013, wie bereits seit 1980 ein Geschenk der italienischen Stadt Sanremo.
Die Spaß-Einlage war Erinnerungen an Ernst oder: Der Carneval in Venedig, dahinter verbergen sich Variationen über das venezianische Lied „Cara mamma mia“. Welser-Mösts Aufforderung zum Mitsingen kam niemand nach, obwohl es schon Texte wie „Mein Hut, der hat drei Ecken“ oder sogar „Ein Hund kam in die Küche“ erdulden musste. Welser-Möst überreichte aber Plüschtiere und andere Geschenke an die Orchestersolisten, die zusätzliches Staunen und Heiterkeit in die ausgesprochen fröhliche Fantasie brachten.

## Ballett

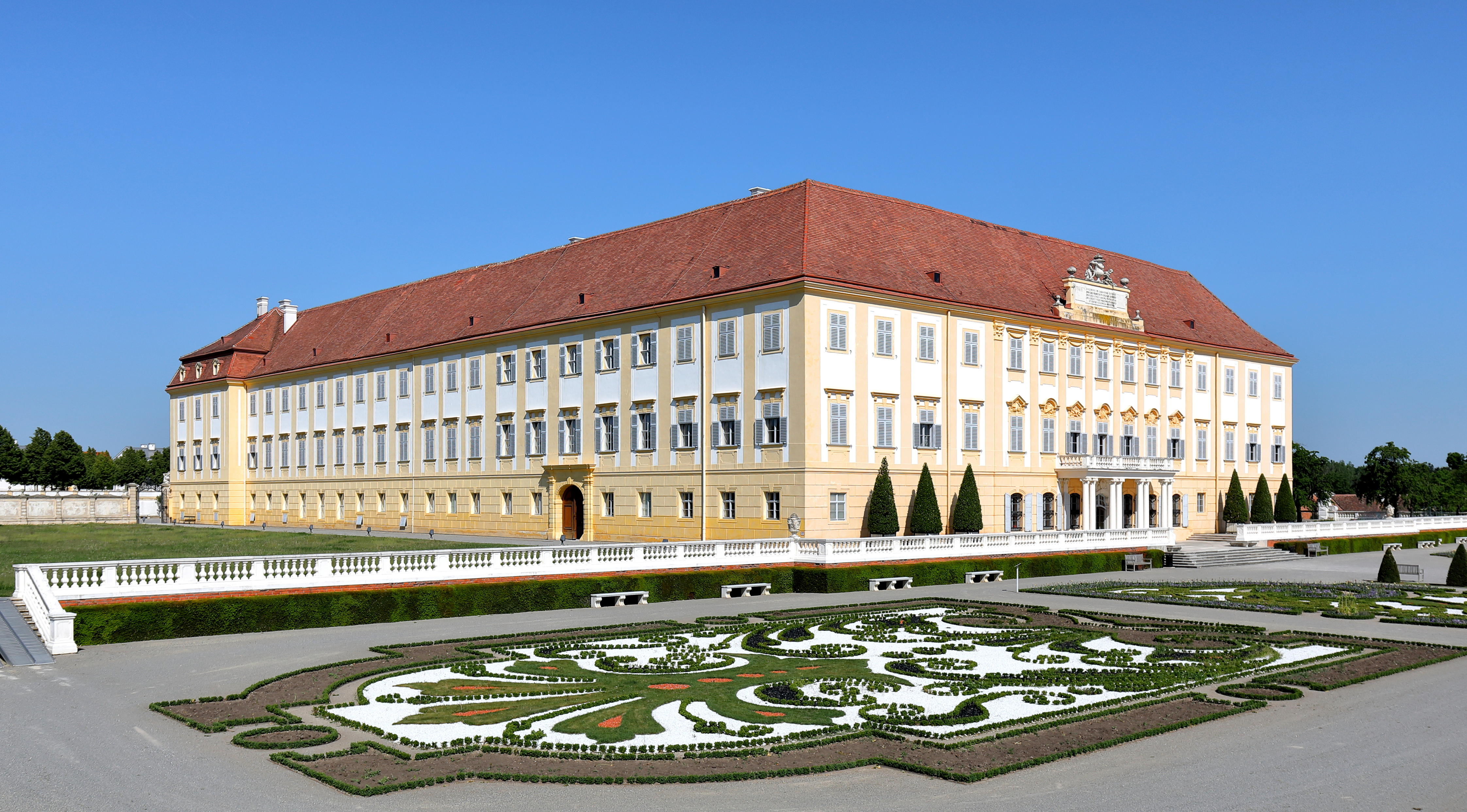
Schloss Hof

Die Balletteinlagen wurden in Schloss Hof gedreht, weil der 350. Geburtstag seines früheren Besitzers Prinz Eugen in dem Jahr stattfand. Erstmals wurde die Choreografie der Balletteinlagen von dem Briten Ashley Page, dem Direktor des Scottish Ballet, entwickelt. Die Kostüme wurden zum sechsten Mal von Johan Engels entworfen.
Der Pausenfilm „Honeymoon“ wurde unter der Leitung des Regisseurs Patrick Pleisnitzer gedreht und begleitet „ein junges Paar auf Hochzeitsreise durch Niederösterreich“. Dabei lässt es das Publikum an dem täglichen „aufwendigen Foto-Shooting für das Hochzeitsalbum“ teilhaben.

## Programm

### 1. Teil
- Josef Strauss: Die Soubrette, Polka schnell, op. 109
- Johann Strauss (Sohn): Kuß-Walzer, op. 400
- Josef Strauss: Theater‐Quadrille. op. 213
- Johann Strauss (Sohn): Aus den Bergen, Walzer, op. 292
- Franz von Suppè: Ouvertüre zu der Operette „Leichte Kavallerie“

### 2. Teil
- Josef Strauss: Sphärenklänge, Walzer, op. 235
- Josef Strauss: Die Spinnerin. Polka française, op. 192
- Richard Wagner: Vorspiel zum 3. Akt der romantischen Oper „Lohengrin“, WWV 75
- Joseph Hellmesberger junior: Unter vier Augen, Polka mazur, op. 15
- Josef Strauss: Hesperusbahnen. Walzer, op. 279
- Josef Strauss: Galoppin. Polka schnell, op. 237
- Joseph Lanner: Steyrische Tänze, op. 165
- Johann Strauss (Sohn): Melodien-Quadrille, op. 112
- Giuseppe Verdi: Prestissimo aus der Ballettmusik im dritten Akt der Oper „Don Carlo“
- Johann Strauss (Sohn): Wo die Citronen blüh'n, Walzer, op. 364
- Johann Strauss (Vater): Erinnerung an Ernst oder: Der Carneval in Venedig, Fantasie, op. 126

### Zugaben
- Josef Strauss: Plappermäulchen. Polka schnell, op. 245
- Johann Strauss (Sohn): An der schönen blauen Donau, Walzer, op. 314
- Johann Strauss (Vater): Radetzky-Marsch, op. 228

## Fernsehübertragung
Das Neujahrskonzert 2013 wurde in Radio und Fernsehen in 81 Länder weltweit übertragen.

## Aufnahmen
Die Aufnahme des Konzertes zählt in Österreich zu den meistverkauften Alben des Jahres 2013.